# پارنو-یاگوپی
پارنو-یاگوپی (به لاتین: Pärnu-Jaagupi) یک شهرک در استونی است که در دهستان هالینگا واقع شده‌است. پارنو-یاگوپی ۱٬۲۹۱ نفر جمعیت دارد.